# Assino
Assino (en russe : Асино) est une ville de l'oblast de Tomsk, en Russie. Sa population s'élevait à 24 141 habitants en 2019.

## Géographie
Assino est située au sud-ouest de la plaine de Sibérie occidentale, près de la rivière Tchoulym, un affluent de l'Ob, sur laquelle se trouve un port. Elle est à 94 km au nord-est de Tomsk et à 2 931 km à l'est de Moscou.

## Histoire
La localité est d'abord, en 1896, une colonie de transmigrants nommée Ksenievski. En 1930, la construction de la voie ferrée Tomsk – Ksenievskoïe démarre. La localité est renommée Assino la même année, d'après le nom de la gare ferroviaire. Elle reçoit le statut de commune urbaine en 1945, puis celui de ville en 1952.

## Population
Recensements (*) ou estimations de la population
| 1959*  | 1970*  | 1979*  | 1989*  | 2002*  | 2010*  | 2012   |
| ------ | ------ | ------ | ------ | ------ | ------ | ------ |
| 24 682 | 29 395 | 31 624 | 33 471 | 28 068 | 25 618 | 25 051 |

| 2013   | 2014   | 2015   | 2016   | 2017   | 2018   | 2019   |
| ------ | ------ | ------ | ------ | ------ | ------ | ------ |
| 24 837 | 24 640 | 24 615 | 24 586 | 24 539 | 24 351 | 24 141 |

## Économie
L'économie locale repose sur l'exploitation de la forêt, le travail du bois et son expédition par bateau sur une grande échelle, ainsi que la réparation des tracteurs. Assino possède des usines pour le traitement de la viande et du lait ainsi qu'une usine qui traite le lin. L'agriculture est dominée par la culture du seigle, du blé et du lin et par l'élevage bovin et porcin. On trouve dans la région des dépôts de tourbe, de sable et d'argile.